# Resistance (single)
Resistance is een single van de Britse rockband Muse. Het is de derde single van het album The Resistance en werd uitgebracht op 22 februari 2010. Een videoclip met beelden van een Muse-concert uit 2009 in het Palacio de Deportes de la Comunidad de Madrid werd op 14 januari al uitgegeven.

## Opnamen
Resistance werd net zoals de andere nummers van The Resistance opgenomen in 2008 of 2009, tijdens de sessies in de Muse-studio naast het Comomeer in Italië. Het nummer ontstond als een soort extensie van"Map of the Problematique, maar vormde later een geheel eigen lied. Frontman Matthew Bellamy noemde ook The Police een invloed voor Resistance. Voor het nummer werd tevens een ondes-Martenot gebruikt.
Een belangrijke inspiratie voor Matthew Bellamy om Resistance te schrijven, was het roman 1984 van George Orwell. Het nummer vertelt volgens hem eigenlijk opnieuw het verhaal van Winston en Julia, de twee hoofdpersonages uit het boek. Bellamy: "Het nummer is gebaseerd op het beschrijven van het bedrijven van de liefde en het liefhebben van elkaar als iets politieks, de enige plek waar je vrij was van Big Brother. Het lied gaat ook over welke liefde dan ook die grenzen overschrijdt, zoals religie of politiek en het daaropvolgende besef dat deze factoren er helemaal niet toe doen."

## Uitgave
Begin januari werd "Resistance" als derde single bekendgemaakt. Tegelijk werd er op MTV.com een voorproefje van 30 seconden van de videoclip vertoond. Deze video bevat live-beelden van een Muse-concert in Madrid voor 'The Resistance Tour'. De uitgave van de single volgt op 22 februari 2010 en bestaat uit een cd-versie met een cover van "Prague" van Mega City Four, een 7-inch versie met "Popcorn" en een downloadversie met de Tiësto-remix van "Resistance".

## Tracklist
| 1.                | Resistance                        | Matthew Bellamy | 5:46 |
| 2.                | Prague (cover van Mega City Four) | Darren Brown    | 3:36 |
| Totale duur: 9:22 |                                   |                 |      |

| 1.                | Resistance                           | Bellamy          | 5:46 |
| 2.                | Popcorn (cover van Gershon Kingsley) | Gershon Kingsley | 2:25 |
| Totale duur: 8:11 |                                      |                  |      |

| 1.                 | Resistance                     | Bellamy | 5:46 |
| 2.                 | Resistance (radioversie)       | Bellamy | 3:55 |
| 3.                 | Resistance (remix door Tiësto) | Bellamy | 8:10 |
| Totale duur: 17:51 |                                |         |      |

| 1.                 | Resistance                           | Bellamy  | 5:46 |
| 2.                 | Popcorn (cover van Gershon Kingsley) | Kingsley | 2:25 |
| 3.                 | Prague (cover van Mega City Four)    | Brown    | 3:36 |
| Totale duur: 14:51 |                                      |          |      |

## NPO Radio 2 Top 2000
| Nummer met noteringen in de NPO Radio 2 Top 2000 | '19 | '20  | '21  | '22  | '23  | '24  |
| ------------------------------------------------ | --- | ---- | ---- | ---- | ---- | ---- |
| Resistance                                       | 804 | 1232 | 1177 | 1296 | 1317 | 1422 |

1. ↑  Een vetgedrukt getal geeft de hoogste notering aan.
2. ↑  2019 was het eerste jaar met een notering voor dit nummer.